# Обзор (списание)
„Обзор“ е българско списание, излизало в периода 1967 – 1991 година.
Негова задача е да представя и пропагандира класическата и съвременна българска литература, изкуство и култура в чужбина. Списанието е тримесечно, с четири книжки годишно. То започва с 2 издания – на английски и на френски език. От 1976 година „Обзор“ излиза и на испански език, а от 1978 година има и издание на руски език.